# Kawa (Soedan)
Kawa (Oud-Egyptisch: Gem-pa-Aton) is een oud religieus centrum en nederzetting in Opper-Nubië in Soedan, welke haar  bloeitijd beleefde tijdens de Napata-periode van Koesj. De gehele nederzettingsperiode liep ruwweg van de 14e eeuw v.Chr. tot de 4e eeuw AD. 

## Ligging
De site bevindt zich in de Nubische Woestijn ten oosten van de Nijl, tussen de  3e en 4e cataract, drie kilometer ten zuiden van Dongola. Het woestijnzand strekt zich hier tot aan de Nijl, die elders in zijn loop een rivieroase vormt en de irrigatie van vruchtbare landbouwgrond mogelijk maakt.

## Geschiedenis
De oude Egyptische naam Gem-pa-Aton geeft aan dat de plaats onder Achnaton (regeertijd rond 1351-1334) gesticht werd. Deze liet hier een tempel bouwen voor zijn nieuwe Aton-cultus. Alle gebouwen van de geloofshervormer werden echter kort na zijn dood verwoest en de eerdere aanbidding van Amon hersteld. De oudste overblijfselen in de stad bestaan uit een kleine tempel voor Amon (tempel A) die aan het einde van de 14e eeuw v.Chr. door Toetanchamon werd gebouwd.
Een begraafplaats van de Kermacultuur uit de periode van 1750-1550 v.Chr., iets ten noordoosten van het dorp, geeft echter aan dat hier mogelijk een oudere nederzetting heeft gestaan. Het is mogelijk dat het gebied gedurende de hele Kerma-periode (2.500-1.450 v.Chr.) bewoond is geweest.
Na het einde van het Egyptische Nieuwe Rijk verloor de plaats rond de 12e eeuw v.Chr. geleidelijk aan belang. 
Tijdens de Napatese periode, voordat het zwaartepunt van het Koesjitische rijk zich naar Meroë verplaatste, vond buiten de hoofdstad Napata de meeste bouwactiviteit plaats in Kawa en Nuri. Dit past ook bij een archeobotanische analyse van plantenresten, waarvan de meeste dateren uit de 8e tot 5e eeuw v.Chr. Deze nieuwe bouwperiode begon onder Sjabaka (regeerperiode rond 716-702), die hier een heiligdom bouwde dat aan Anoeket was gewijd. Taharqa vernieuwde en vergrootte de Tempel van Amon (Tempel T) van 684 tot 680. De tempel van Amon was een van de grootste tempels van Koesj en een belangrijk centrum voor koninklijke ceremonies, beschreven in lange koninklijke inscripties door Harsijotef, Nastasen en Arikamaninote. Na de kroning in Napata moest de koning op zijn troonreis naar drie andere tempelplaatsen reizen, ten eerste bij Kawa. Dit werd gevolgd door de Amon-tempel van Tabo op het eiland Argo en ten slotte de Amon-tempel van Sanam.
De stenen fundering van de Amon-tempel was ten tijde van de opgraving de best bewaarde van alle door Taharqa gebouwde tempels. Reliëfs en muurschilderingen tonen hoe Taharqa zijn vijanden zegevierend vertrapt. De belangrijkste inscripties van Taharqa werden in Kawa gevonden: vijf steles tonen zijn vroomheid, Taharqa rapporteert over gebeurtenissen in het verre Egypte, over zijn kroning en over zichzelf als god-koning, wiens vader Amon-Ra van Karnak is. Een stele vermeldt hoe hij op 20-jarige leeftijd, aan het begin van de volwassenheid, van Nubië naar Egypte trok. Voor de bouw van de tempel werden kunstenaars uit Memphis aangenomen. Sommige reliëfs vertonen daardoor de stijl van de graftempels van de farao's van de 5e en 6e dynastie in Abusir en Saqqara. Op de afbeelding van Amon-Ra die in de tempel te vinden is, wordt de god afgebeeld met een ramskop met gedraaide hoorns. Het model hiervoor was de Egyptische god van de Nijl Chnoem, van wie ook de bij Amon-Ra begeleidende godinnen Satet en Anoeket over werden genomen. De tempel werd op een later tijdstip verder gedecoreerd.
Het nederzettingsgebied besloeg ongeveer 40 hectare. De meer dan een meter dikke muren van de Amon-tempel waren gemaakt van gehouwen stenen. Een processiestraat leidde naar de hoofdingang. Vlakbij waren het oostelijk paleis en het gebouw G1: beide waren tempels met meerdere kamers en waren ook gewijd aan Amon. G1 lag, als de Amon-tempel, met uitzicht op de Nijl, het oostelijke paleis was gericht op het zuiden. Aan de zuidelijke rand van de stad, in gebouw A1, dat was gemaakt van leemstenen en wordt beschreven als een heiligdom, werd op een stenen vloer een altaar opgegraven met een geschilderde inscriptie van Taharqa.
De huizen waren gemaakt van ongebakken leemstenen en werden geplunderd aangetroffen. 
Ongeveer een kilometer ten noordoosten van de stad werd een begraafplaats met meer dan 1.000 graven onderzocht, deels bestaande uit grafheuvels en mastaba's. Drie kilometer ten zuiden van Kawa ligt een kleine begraafplaats uit de Meroitische periode. Daar werden ook middeleeuwse potscherven gevonden.
Vanaf ongeveer de 5e eeuw voor Christus tot de 1e eeuw na Christus werden er geen sporen van bewoning gevonden. Tijdens de Romeinse tijd in Egypte bleef Nubië buiten de Provincia Aegypti. Nubië beleefde een economische bloei door technische innovaties, maar Kawa bleef op zijn best een kleine nederzetting.